# Higrometria
Higrometria (gr. hygrós - wilgotny, mokry; metréō - mierzę) - dział metrologii, zajmujący się metodami pomiarów wilgotności gazów, zwłaszcza powietrza. Znajduje zastosowanie głównie w medycynie, konserwacji dzieł sztuki oraz budowie urządzeń służących do klimatyzacji pomieszczeń. Przyrządy używane do pomiaru wilgotności gazów to higrometry.